# Персеїди
Персеї́ди — один із найпотужніших метеорних потоків. Названий за сузір'ям Персея, де розташований його радіант. Цей потік можна спостерігати щороку приблизно з 23 липня до 22 серпня. Період найбільшої активності — з 8 до 14 серпня, а пік припадає на 12—13 серпня.

## Загальний опис
Земля в цей час проходить через уламки комети Свіфта — Таттла, які створюють величезний шлейф. У довжину він сягає багатьох мільярдів кілометрів і складається з крихітного пилу. Комета наближається до Землі лише один раз на 133 роки, але через її хвіст Земля проходить щороку. Уламки породи, що вилетіли з ядра цієї комети, потрапляючи до атмосфери Землі, спалахують у ній, наче зорі. Це явище можна спостерігати з будь-якого місця планети, але найяскравіше воно у північній півкулі. Хоча радіант метеорного потоку знаходиться в районі сузір'я Персея, його не можна вважати місцем, звідки з'являються метеори, тому для спостереження немає потреби вишукувати це сузір'я на нічному небі.
Як і більшість метеорних дощів, Персеїди утворюються залишками кометного «хвоста». Комети, наближаючись до Сонця, нагріваються, розсіюючи в міжпланетному просторі дрібні частинки льоду та пилу, які під дією сонячного вітру трохи віддаляються від самої комети, залишаючись поблизу її орбіти. Хвіст комети складається з крихітних частинок льоду, пилу та порід, що було викинуто до міжпланетного простору з ядра комети. Коли Земля на своєму шляху навколо Сонця зустрічається з цими частинками, вони потрапляють до атмосфери зі швидкістю 10 км/сек (середня швидкість Персеїдів 50 км/сек). Вони прокреслюють то прямі суцільні, а часом переривисті лінії, то спалахують у вигляді вервечки, а іноді навіть у вигляді однієї або кількох вогняних куль. Дехто зі спостерігачів, які не знають про час зорепадів, повідомляють про НЛО та інші уфологічні явища. Більшість спалахів (відомих як «зорепади») спричинені метеороїдами розміром з піщинку.
Комету Свіфта — Таттла відкрили 1862 року, коли вона проходила найближче до Землі. Період обертання цієї комети становить 133 роки. Останнього разу вона наблизилася до Землі у грудні 1992 року, і це спричинило підвищення активності Персеїдів. У серпні 1993 року спостерігачі центральної Європи фіксували від 200 до 500 метеорів на годину. Наступного разу комета Свіфта — Таттла проходитиме крізь середину Сонячної системи 2126 року, і це видовище обіцяє бути величним, на рівні комети Хякутаке 1996 року або комети Хейла — Боппа 1997 року.

## Історія досліджень
Найпершу згадку про Персеїди датують 36 роком н. е. в китайському літописі. Також Персеїди часто згадувалися в китайських, японських і корейських літописах VIII — XI століть. У Європі Персеїди називали «Сльозами святого Лаврентія», тому що фестиваль святого Лаврентія, який відбувається в Італії 10 серпня, припадає на період високої активності метеорного дощу. Офіційно вважається, що відкривачем щорічного метеорного дощу Персеїди є бельгієць Адольф Кетле, який сповістив про це видовище в серпні 1835 року.
Першим дослідником, який підрахував кількість метеорів на годину, був Едуард Хейс, який 1839 року зафіксував максимальний показник — 160 метеорів на годину. Після того спостереження продовжувалися Хейсом та іншими дослідниками у всьому світі майже щорічно. Максимальні показники були між 37 і 88 на годину до 1858 року. Протягом 1861—1863 років спостерігачі помітили збільшення кількості серпневих Персеїдів. 1861 року норми підскочили до 78—102. 1863 року було зафіксовано 215 спалахів на годину.
Персеїди були першим метеорним потоком, який було пов'язано з певною кометою. Італійський астроном Джованні Вірджініо Скіапареллі у 1864—1866 роках розрахував орбіти декількох метеороїдів-персеїдів і виявив, що вони збігаються з орбітою комети Свіфта — Таттла, яку було відкрито 1862 року.
Щільність метеорного потоку поблизу комети більша. Коли комета наближається до Землі, інтенсивність метеорного дощу значно зростає. Останній раз комети проходила через перигелій у грудні 1992 року. Дощ 1993 року мав пікові значення від 200 до 500 метеорів на годину. Такі ж показники характерні й для дощу 1994 року і 2017 р.

## Спостереження
В ніч проти 13 серпня 2023 року сформувалися найбільш сприятливі умови для спостережень метеорного потоку Персеїди саме тому, що Місяць перебував в стадії спадаючого півмісяця та було освітлено лише 10 % його поверхні.
В ніч проти 13 серпня 2025 року, в Україні буде можливо спостерігати в небі за метеорним потоком Персеїди. За кілька годин до опівночі, 12 серпня 2025 року, зійде 80 % освітленого Місяця, який залишатиметься високо над південним горизонтом до світанку та затьмарить майже всі метеори, окрім найяскравіших із них.